# Comuna Horile, Hluhiv
Horile (în ucraineană Горіле) este o comună în raionul Hluhiv, regiunea Sumî, Ucraina, formată din satele Horile (reședința), Klocikivka, Odradne și Popivșciîna.

## Demografie
Componența lingvistică a comunei Horile
     Ucraineană (97,09%)
     Rusă (2,91%)
Conform recensământului din 2001, majoritatea populației comunei Horile era vorbitoare de ucraineană (97,09%), existând în minoritate și vorbitori de rusă (2,91%).